# غلاديس كيسلر
غلاديس كيسلر (بالإنجليزية: Gladys Kessler)‏ هي قاضية ومحامية أمريكية، ولدت في 22 يناير 1938 في نيويورك في الولايات المتحدة.